# Азербайджано-латвийские отношения
Азербайджано-латвийские отношения — двусторонние отношения между Азербайджаном и Латвией в политической, экономической, культурной и иных сферах.

## Дипломатические отношения
Азербайджан признал независимость Латвии 30 августа 1991 года. Правительство Латвии признало независимость Азербайджана 8 января 1992 года.
Дипломатические отношения между Азербайджаном и Латвией впервые были установлены 11 января 1994 года.
Посольство Азербайджана в Латвии действует с 2005 года. Действует посольство Латвии в Азербайджане.
В Сейме Латвии действует латвийско-азербайджанская межпарламентская группа. Руководителем группы является Олег Денисов.
В Национальном Собрании АР действует азербайджано-латвийская рабочая группа. Руководителем группы является Камран Байрамов.

## Официальные визиты
В ноябре 1996 года состоялась встреча между министрами иностранных дел обеих стран.
8 июля 1997 года состоялась встреча Президента Латвии Гунтиса Улманиса с Президентом Азербайджана Гейдаром Алиевым в рамках Саммита НАТО, проходившем в Мадриде.
10 сентября 1999 года состоялась встреча Президента Латвии Вайра Вике-Фрайберга с Президентом Азербайджана Гейдаром Алиевым в ходе Ялтинской конференции на Украине.
25 мая 2000 года состоялась встреча министра иностранных дел Латвии Индулиса Берзинс с министром иностранных дел Азербайджана Эльмаром Мамедъяровым в ходе заседания Совета евро-атлантического партнёрства во Флоренции.
9 ноября 2000 года состоялась встреча между министром иностранных дел Латвии Индулисом Берзинс и министром иностранных дел Азербайджана Вилаят Гулиевым во время заседания Комитета министров Совета Европы в Страсбурге.
2-5 января 2001 года министр иностранных дел Латвии Индулис Берзинс посетил Азербайджан.
В марте 2004 года в городе Баку были проведены политические консультации между министрами иностранных дел двух стран.
15-16 августа 2005 года министр обороны Азербайджана Сафар Абиев нанёс официальный визит в Латвию.
3-4 октября 2005 года Президент Латвии Вайра Вике Фрайерга пребывала в Баку с государственным визитом.
2-4 июня 2006 года председатель Милли Меджлиса Азербайджана Октай Асадов нанёс официальный визит в Латвию.
3-5 октября 2006 года был осуществлён государственный визит Президента Азербайджана Ильхама Алиева в Азербайджан.
16-18 апреля 2007 года министр иностранных дел Латвии Артис Пабрикс посетил Азербайджан.
В 2023 году был трехдневный визит президента Эгилса Левитса в Азербайджан. В рамках своего визита Эгилс Левитс принял участие в Бакинском Глобальном Форуме. А также он принял участие в бизнес-форуме Азербайджан-Латвия, а также он принял участие на встрече со студентами в университете АДА. В целом визит Левитса был насыщенным, и дал толчок развитию стратегичиских и дружественных отношений между Латвией и Азербайджаном. На пресконференции в баку Левитс отметил поддержку Латвии территориальной целостности Азербайджана.

## Договорно-правовая база
Между Азербайджаном и Латвией подписано 43 документа, в том числе:
- Совместная декларация об установлении стратегического партнерства между Азербайджанской Республикой и Латвийской Республикой (июль 2017)
- Меморандум о взаимопонимании по международным комбинированным грузовым перевозкам между Министерством транспорта, связи и высоких технологий Азербайджана и Министерством транспорта Латвии (июль 2017)
- Соглашение о сотрудничестве между Министерством по чрезвычайным ситуациям Азербайджана и Министерством экономики Латвии в области государственного контроля за безопасностью строительства (июль 2017)
- Соглашение о сотрудничестве между Правительством Азербайджана и Правительством Латвии в области образования (июль 2017)

## В области экономики
Сотрудничество между двумя странами охватывает такие области, как энергетика, туризм, торговля, транспорт, строительство, фармацевтика, образование.
В январе 2007 года в Баку проведено дебютное заседание совместной азербайджанско-латвийской межправительственной комиссии по экономическому сотрудничеству.
В 2017 году заключены отраслевые договоры о совместной деятельности в области образования, транспорта, а также надзора за строительством.
23 июля 2018 года в Риге был открыт Торговый дом Азербайджана.
Компании Латвии в Азербайджане внедрены в такие области, как финансы, консалтинг, юриспруденция, транспорт, логистика, машиностроение, информационные технологии, телекоммуникации, архитектура, производство продуктов питания, фармацевтика, туризм, образование.
Осуществляются инвестиции в области оптовой торговли, транспорта, консалтинга.
Планируется заключение ряда соглашений в сфере ветеринарии и фитосанитарии. В 2018 году было заявлено о необходимости заключения соглашения об обмене первичной информацией в области таможни.
В 2019 году АО «Латвийская железная дорога» предложило руководству ЗАО «Азербайджанские железные дороги» присоединиться к проекту «Зубр». Суть проекта заключается в экспорте товаров в Латвию из Азербайджана и транзите товаров.
Намечается совместное производство текстильной продукции.
Азербайджан вложил в Латвию инвестиции на сумму 164 млн. долл. США. Латвия инвестировала в Азербайджан около 84 млн. долл. США.
На 2007 год действовала 21 совместная азербайджано-латвийская компания В настоящее время их количество превышает 40.

### Товарооборот
Объём взаимной торговли в первой половине 2018 года составил 15,5 млн евро, что свидетельствует об увеличении, по сравнению с 2017 годом, объёма торговли на 20 %.
Товарооборот
| Год            | Экспорт   | Импорт    |
| 1999           | 1,169,164 | 1,630,873 |
| 2000           | 781,730   | 899,502   |
| 2001           | 632,567   | 458,874   |
| 2002           | 563,303   | 1,562,362 |
| 2003           | 1,314,838 | 762,991   |
| 2004           | 3,057,788 | 912,491   |
| 2005           | 4,134,063 | 2,428,015 |
| 2006           | 7,583,390 | 1 941,920 |
| 1 половина2007 | 3,714,198 | 870,769   |

Товарооборот (млн. долл. США)
| Год  | Товарооборот | Импорт | Экспорт |
| 2015 | 9142.5       | 8342   | 800.5   |
| 2016 | 8,7          | 7,9    | 0,8     |
| 2017 | 15,62        | 13,32  | 2,3     |
| 2018 | 22,39        | 19,88  | 2,51    |

Товарооборот (тыс. долл.)
| Год  | Экспорт Азербайджана | Импорт Азербайджана | Сумма товарооборота |
| ---- | -------------------- | ------------------- | ------------------- |
| 2020 | 873,78               | 11 799,51           | 12 673,29           |
| 2021 | 9 878,76             | 17 308,92           | 27 187,68           |
| 2022 | 27 602,26            | 18 740,17           | 46 342,43           |
| 2023 | 45 181,02            | 19 764,69           | 64 945,71           |
| 2024 | 5 876,57             | 21 228,94           | 27 105,51           |

Азербайджан экспортирует в Латвию плодоовощную продукцию, бахчевые культуры, сельскохозяйственную продукцию. Латвия экспортирует в Азербайджан продукты животноводства, мясомолочную продукцию.
Согласно данным торгового отделения Организации Объединенных Наций (COMTRADE), в 2019 году Азербайджан импортировал из Латвии ковры и другие текстильные напольные покрытия на сумму 127 долларов США.

## Туризм
Между Азербайджаном и Латвией действует прямое авиационное сообщение.
В феврале 2017 года заключено соглашение об освобождении от виз владельцев служебных паспортов.

## В области культуры
С 1988 года в Риге действует ассоциация культуры «Латвия-Азербайджан».
В 2017 году в вузы Латвии поступили 129 азербайджанцев. В высших учебных заведениях Латвии обучаются свыше 170 студентов из Азербайджана.
В 2018 году семеро азербайджанцев приняли участие в различных программах Рижской высшей юридической школы по европейскому праву и экономике.
В 2016 году в академической библиотеке Латвийского университета открыт культурно-информационный центр «Уголок Азербайджана».

## Международное сотрудничество
Латвия поддерживает переговоры между Европейским Союзом и Азербайджаном по Соглашению о стратегическом партнёрстве.
Сотрудничество между странами осуществляется в рамках Совета Европы, Организации по безопасности и сотрудничеству в Европе, Организации черноморского экономического сотрудничества.